# Publije Klodije Pulher
Publije Klodije Pulher (Publius Clodius Pulcher, 93/92. pr. Kr. - prosinac 53. pr. Kr.) bio je rimski političar iz doba kasne Republike, poznat kao jedan od popularskih prvaka zaslužnih za uvođenje socijalne pomoći za siromašne građane, ali i po skandaloznom privatnom životu, dugotrajnoj zavadi s Ciceronom i sklonošću da koristi nasilje radi političkih ciljeva.

## Životopis
Rodio se pod imenom Publije Klaudije Pulher (Publius Claudius Pulcher) kao član Klaudijevaca, jedne od najuglednijih patricijskih obitelji u Rimu. Otac mu je bio Apije Klaudije Pulher, konzul za godinu 79. pr. Kr. Njegov brat Apije je postao konzul za 54. pr. Kr. Uz njega je imao brata Gaja, kao i tri sestre po imenu Klaudija, od kojih je najstarija - Klaudija Prima - došla na zao glas pod imenom Klodija.
Karijeru je započeo godine 67. pr. Kr. za vrijeme trećeg mitridatskog rata kao časnik u vojsci Lucija Licinija Lukula, oženjenog za njegovu sestru Klaudiju Terciju. S Lukulom je ubrzo došao u sukob, a što su kasniji rimski izvori tumačili Lukulovim otkrićem da mu žena održava incestuozni odnos s bratom. Zbog toga se sklonio u Ciliciju, kojom je upravljao njegov drugi šurjak, Kvint Marcije Reks. Njemu je povjerena izgradnja flote, ali su ga na zadatku oteli pirati. Od ciparskog je kralja Ptolemeja, nominalnog rimskog saveznika, preko posrednika zatražio plaćanje otkupnine. Ptolemej je poslao tako malu količinu novaca da su ga pirati, uvjereni da im je kao talac bezvrijedan, odlučili pustiti besplatno. Klodije je nakon toga postao Ptolemejev smrtni neprijatelj.
Klodije je po povratku u Rim ušao u službu Lukulovog rođaka Lucija Licinija Murene te mu godine 64. pr. Kr. pomogao u upravljanju Transalpinskom Galijom. Po povratku u Rim se priključio mladim plemićima koji su senatore i konzule nastojali zaštiti od Katilinine zavjere, iako mu je Ciceron kasnije pokušao pripisati šurovanje s Katilininim urotnicima. Sljedeće se godine Klodije oženio za uglednu rimsku plemkinju Fulviju.
Iste je godine, međutim, izazvao dotada nezapamćeni skandal zahvaljujući aferi s Pompejom, sestrom svog prijatelja Kvinta Pompeja i suprugom Julija Cezara. Nastojeći se potajno s njome sastati, iskoristio je svetkovinu Bona Dee, koja se održavala u Cezarovoj kući, a na kojoj je muškarcima bio zabranjen pristup. Klodije je u kuću ušao prerušen u žensku odjeću, ali su ga razotokrili Cezarova majka Aurelija Kota i sestra Julija. Došlo je do suđenja za svetogrđe na kome je jedan od tužitelja bio osvetnički raspoloženi Lukul, ali i Ciceron. Iako o Klodijevoj krivnji nije bilo spora, oslobođen je zahvaljujući tome što je bogati Kras, nastojeći osigurati buduće političke usluge, podmitio članove porote.
Klodije je nakon toga izabran za kvestora i poslan na Siciliju. Po povratku je godine 60. pne. izazvao još jedan skandal, ovaj put u nastojanju da zaobiđe zakone i običaje koji su patricijima priječili da postanu plebejski tribuni. Nastojeći postati plebejac, pronašao je plebejca po imenu Publije Fontej i nagovorio ga da usvoji kao sina; time je Klodije formalno postao plebejac, a kao novo ime umjesto Klaudije počeo koristiti Klodije, nastojeći "vulgarnim" izgovorom signalizirati svoju bliskost "običnom narodu". Isto je učinila i njegova sestra Klodija, zbog čega su se intenzivirale glasine o incestuoznoj vezi.
Usprkos optužbama za kršenje zakona i običaja, Klodije je godine 59. pr. Kr. izabran za tribuna, a sljedeće se godine nametnuo kao najmoćniji političar u Rimu. Na njegov prijedlog su doneseni zakoni kojima se svatko tko bez suđenja pogubi rimskog državljanina ima prognati; to se odnosilo na Cicerona i njegovu likvidaciju Katilinih sudionika 62. pr. Kr. Na osnovu zakona je Ciceron prognan, a njegova imovina konfiscirana. Klodije je također donio leges Clodiae, zakone koji su ustanovili raspodjelu hrane siromašnjim građanima. Novi zakoni su i cenzorima ograničili pravo izbacivanja političara iz Senata; umjesto "moralne izopačenosti" jedini kriterij je postala osuda za krivično djelo. Klodije je također donio i zakon kojim se Cipar proglašava rimskom provincijom, te je iste godine poslao Katona da svrgne tamošnjeg vladara Ptolemeja.
Od svih Klodijevih zakona najdalekosežnije posljedice je imalo uspostavljanje društvenih klubova (collegia), odnosno cehova među rimskim plebejcima. Iako su to formalno bile strukovne i vjerske organizacije, Klodije se njima, koristeći svoju ogromnu popularnost među narodom, počeo koristiti kao privatnu vojsku kojom je ometao političke skupove i suđenja te napadao svoje protivnike i uništavao njihovu imovinu. Među Klodijevim glavnim neprijateljima se našao Pompej, koji je, nastojeći se obraniti, angažirao Tita Anija Milona da stvori vlastitu privatnu vojsku od gladijatora. Godine 57. pr. Kr. je Miljun uspio spriječiti da Klodijeve bande zaustave izglasavanje zakona kojim se Ciceron vraća iz izbjeglištva.
Nasilje između dviju bandi je sljedećih godina eskaliralo. Godine 56. pr. Kr. Klodije je izabran za kurulskog edila, ali pokušaji da Milona osudi zbog nasilja nisu uspjeli zbog toga što je samo suđenje bilo ometano od Milonovih naoružanih pristaša. Stalno krvoproliće se proširilo i izvan rimskih ulica. 6. prosinca 53. pr. Kr. ili 18. siječnja 52. pr. Kr. Klodije i Milon su se slučajno sreli na Apijevom putu kraj grada Bovillae. Između njihovih pratnji je smjesta došlo do sukoba u kome je Klodije ubijen.
Klodijeva smrt je izazvala bijesne reakcije njegovih pristaša koji su zapalili niz javnih zgrada, a čije je nasilje zaustavila tek intervencija vojske. Milon je nekoliko mjeseci kasnije osuđen na ubojstvo i prognan u Masiliju.
Klodije je s Fulvijom imao istoimenog sina, koji je kao pretor služio cara Augusta i postao rodonačelnikom loze velikodostojnika u prvim vijekovima Carstva.

### Drevni izvori
- Ciceron, brojna pisma (ad Atticum, ad Familiares, ad Quintum fratrem); de domo sua ad pontifices, de haruspicum responso, pro M. Caelio, pro P. Sestio, de provincis consularibus, In L. Pisonem, pro T. Milone.
- Stangl, Thomas: Ciceronis Orationum Scholiastae: Asconius. Scholia Bobiensia. Scholia Pseudoasconii Sangallensia. Scholia Cluniacensia et recentiora Ambrosiana ac Vaticana. Scholia Lugdunensia sive Gronoviana et eorum excerpta Lugdunensia (Vienna, 1912; reprinted Georg Olms, Hildesheim, 1964)
- Asconius. Caesar Giarratano (ed.) Q. Asconii Pediani Commentarii, (Rome, 1920; reprinted Adolf M. Hakkert, Amsterdam, 1967)
- Plutarh: Lucullus, Pompeius, Cicero, Caesar, Cato
- L. Cassius Dio Rimska historija, books XXXVI-XL

### Suvremena djela
- Gentile, I: Clodio e Cicerone (Milan, 1876)
- Beesley, E S: "Cicero and Clodius," in Fortnightly Review, v.; G Lacour-Gayet, De P. Clodio Pulchro (Paris, 1888), and in Revue historique (Sept. 1889);
- G Boissier, Cicero and his Friends (Eng. trans., 1897)
- White, H: Cicero, Clodius and Milo (New York, 1900)
- Lintott, Andrew W: "P. Clodius Pulcher – Felix Catilina?”, Greece & Rome, n.s.14 (1967), 157-69
- —: Violence in Republican Rome (Oxford University Press, 1968)
- Moreau, Philippe: Clodiana religio. Un procès politique en 61 av. J.-C. (Les Belles Lettres, Paris, 1982) ISBN 2-251-33103-4
- Tatum, W. Jeffrey. The Patrician Tribune: P. Clodius Pulcher. Studies in the History of Greece and Rome (University of North Carolina Press, 1999) hardcover ISBN 0-8078-2480-1
- Wilfried Nippel: Publius Clodius Pulcher – „der Achill der Straße“. In: Karl-Joachim Hölkeskamp, Elke Stein-Hölkeskamp (Hrsg.): Von Romulus zu Augustus. Große Gestalten der römischen Republik. Beck, München 2000. S. 279–291. ISBN 3-406-46697-4
- Fezzi, L: Il tribuno Clodio (Roma-Bari, Laterza, 2008) ISBN 88-420-8715-7
- Christian Settipani. Continuité gentilice et continuité sénatoriale dans les familles sénatoriales romaines à l'époque impériale, 2000